# Romulus der Große
Romulus der Große ist eine Komödie von Friedrich Dürrenmatt. Sie spielt vom Morgen des 15. bis zum Morgen des 16. März 476 in der Villa des Kaisers Romulus in Kampanien. Das Datum der Uraufführung wird in der Literatur unterschiedlich auf den 23. oder 25. April 1949 terminiert. Die erste Fassung erschien als Bühnenmanuskript 1956 im Reiss Bühnenverlag, die zweite Fassung 1958 im Arche Verlag.

## Inhalt
Das Drama kreist um den Untergang des Römischen Reiches im 5. Jahrhundert nach Christus, wobei sich Dürrenmatt allerdings einen sehr freien Umgang mit den historischen Realitäten erlaubt. Bei ihm erfolgt der Niedergang Westroms mit aktiver Unterstützung des letzten weströmischen Kaisers Romulus, der das römische Reich und die eigene Kultur für ihre blutige Vergangenheit verachtet und den Einmarsch der Germanen durch deren Heerführer Odoaker herbeisehnt, da dieser das Ende des grausamen Imperiums bedeuten würde.
Er lebt auf seinem Landsitz, züchtet zufrieden Hühner und trinkt Spargelwein, während seine Frau Julia, der geflohene Kaiser von Ostrom, Zeno, und sein designierter Schwiegersohn, der General Ämilian, sowie die letzten verbliebenen Minister ihn anflehen, dem Einmarsch der Germanen Einhalt zu gebieten.
Julia, als eine geborene Aristokratin, will aus Ehrgeiz und Stolz ihre Position nicht aufgeben, die ihr nur durch das Bestehen des Imperiums gesichert werden kann. Ämilian, einst ein gebildeter römischer Patriot, ist, grausam geschändet, aus germanischer Gefangenschaft zurückgekehrt und hat nun nur noch das Fortbestehen des Imperiums, an dessen Ideal er sich klammert, und die Vernichtung der verhassten Barbaren im Sinn. Zeno der Isaurier ist trotz seiner Würde ein ängstlicher Schwächling, der vor einem Usurpator aus Konstantinopel geflüchtet ist und nun von seinen Kammerherren beherrscht wird; er versteckt seine Schwäche unter einem Mantel hochtrabender Phrasen. Romulus’ Tochter (und Ämilians Geliebte) Rea will den Hosenfabrikanten Cäsar Rupf anstelle Ämilians heiraten, um das Reich zu retten, doch Romulus lehnt ab, da er der Ansicht ist, die Liebe zu einem Menschen sei wichtiger als die zum Vaterland. Mares und Tullius Rotundus, die Minister, wollen schlicht ihre Position behalten. Doch all ihre Versuche, Romulus umzustimmen, scheitern, und selbst eine als Attentat begonnene Revolte gegen den untätigen Kaiser schlägt fehl: Sie fliehen, als die Germanen kommen, und sterben (mit Ausnahme Zenos) sämtlich während einer Floßfahrt nach Sizilien, von wo sie eigentlich den Widerstand fortführen wollten.
Als aber die Germanen schließlich auf Romulus’ Landsitz ankommen, muss dieser einsehen, dass er falschgelegen hat – sein Gegenüber Odoaker ist ein kriegsmüder Herrscher wie er, der nur von seinem gewalttätigen Volk und seinem blutdürstigen Neffen Theoderich zum Eroberungszug gezwungen wurde und sich eigentlich nach den (vermeintlichen) Segnungen der römischen Zivilisation sehnt. Romulus’ Plan zur Vernichtung des Imperiums scheitert, er wird in Pension geschickt.

## Historischer Hintergrund
Dürrenmatt nimmt sich bei seiner tragikomischen Bearbeitung viele dichterische Freiheiten. So war in Wirklichkeit der letzte weströmische Kaiser Romulus Augustulus nur eine Marionette seines Vaters, des Feldherrn Orestes, der 475 den Kaiser Iulius Nepos gestürzt hatte und an dessen Stelle seinen 15-jährigen Sohn auf den Thron setzte, da er sich selbst nicht den Vorschriften und Zwängen des Kaisertums unterwerfen wollte. Von den politischen Gegnern wurde der junge Kaiser als „Romulus Augustulus“ – das Kaiserlein – verhöhnt. Er herrschte keineswegs viele Jahre, wie bei Dürrenmatt: Bereits 476 wurde Orestes von seinem Rivalen Odoaker gestürzt und getötet, und Romulus wurde abgesetzt, aber wegen seiner Jugend geschont. Odoaker war auch nicht der Onkel Theoderichs, ja nicht einmal mit ihm verwandt: Odoaker gehörte dem Stamm der Skiren (nach anderer Meinung der Rugier) an, Theoderich dem Stamm der Ostgoten. Der Ostkaiser Zeno war 475/76 ein Jahr lang tatsächlich von seinem Rivalen Basiliskos vom Thron verdrängt worden, hielt sich aber während dieser Zeit nicht in Italien auf und befand sich zum Zeitpunkte der Absetzung des Romulus bereits wieder an der Macht.

## Trivia
Um Dürrenmatts allgemein selbstbewussten Umgang mit dem Schweizerhochdeutschen aufzuzeigen, wird oftmals eine Anekdote zitiert, nach der während einer Probe des Stücks der Helvetismus Morgenessen moniert wurde; Dürrenmatt verwendete ihn im Text statt des Wortes Frühstück. Der Kritisierte schrieb die ursprüngliche Szene kurzerhand um und verewigte den Wortwechsel im Dialog zwischen Pyramus und Romulus, der nun im ersten Akt seinen Diener anweist:
„Das Morgenessen. Was in meinem Haus klassisches Latein ist, bestimme ich.“

## Hörspielbearbeitungen
- 1951: Romulus der Große – Regie: Walter Ohm (BR, Länge: 85'34 Minuten)
  - Es sprachen u. a. Wilfried Seyferth, Rudolf Vogel und Fritz Rasp.[7]
- 1956: Romulus der Große – Regie: Franz Peter Wirth (SDR, Länge: 54'00 Minuten)
  - Es sprachen u. a. Willy Reichert (Romulus Augustus, Kaiser von Westrom), Eva Maria Meinecke (Julia, seine Frau) und Karin Schlemmer (Rea, seine Tochter).[8]
- 1968: Romulus der Große. Eine historisch-ungeschichtliche Komödie – Regie: Paul Pörtner (BR, Länge: 66'30 Minuten)
  - Es sprachen u. a. Hannes Messemer (Romulus Augustin, Kaiser von Westrom), Lola Müthel (Julia, seine Frau) und Christine Ostermayer (Rea, seine Tochter).[9]
- 1970: Romulus der Große – Regie: Ferry Bauer (ORF Oberösterreich, Länge: 74'20 Minuten)
  - Es sprachen u. a. Harry Kalenberg, Albert Lippert und Hans Gratzer.[10]